# Eressa erythrosoma
Eressa erythrosoma är en fjärilsart som beskrevs av George Francis Hampson. Eressa erythrosoma ingår i släktet Eressa och familjen björnspinnare. Inga underarter finns listade i Catalogue of Life.